# اشتراكية إسلامية
الاشتراكية الإسلامية هي فلسفة سياسية تدمج عناصر الإسلام في نظام اشتراكي . وقد صاغها العديد من القادة المسلمين اليساريين لوصف شكل أكثر روحانية من الاشتراكية. ويعتقد الاشتراكيون الإسلاميون أن تعاليم القرآن والحديث، التي تستشهد بجوانب الدين مثل الزكاة ، لا تتوافق مع مبادئ الاشتراكية فحسب، بل تدعمها أيضًا بشكل كبير. ويستمدون الإلهام من الدولة الإسلامية الأولى ، التي أسسها محمد في المدينة المنورة . وقد تم ترويج هذا المزيج من الإسلام والمبادئ الاشتراكية كشكل قابل للتطبيق من أشكال مناهضة الإمبريالية يمكن قبوله على نطاق واسع في العالم الإسلامي . ويتجلى هذا بشكل خاص في أعمال الكاتب المصري سلامة موسى ، الذي كتب على نطاق واسع عن الاشتراكية وعن القومية المصرية ضد الحكم البريطاني.
يؤمن القادة الاشتراكيون المسلمون باستنباط الشرعية السياسية من الشعب، ويرغبون في إقامة حكومة قائمة على الرعاية الاجتماعية ومفهوم الزكاة. وقد تجلّى ذلك عمليًا من خلال ضمان الدخل والمعاشات التقاعدية والرعاية الاجتماعية. وتعود جذور هذه التطبيقات العملية لفكرة الاشتراكية الإسلامية إلى عهد النبي محمد (صلى الله عليه وسلم) والخلفاء الراشدين الأوائل، واستمرت حتى ظهور الأحزاب السياسية الإسلامية الحديثة التي تأسست في سبعينيات القرن الماضي.
كثيرًا ما يستخدم الاشتراكيون الإسلاميون القرآن الكريم للدفاع عن مواقفهم. على سبيل المثال، في باكستان ، استُخدمت الآيتان "وأن ليس للإنسان إلا ما سعى" و"إن الأرض لله" للدفاع عن الاشتراكية الإسلامية، وكحجة ضد تراكم الثروة من خلال التلاعب برأس المال.  أما منظمة "المسلمون المناهضون للرأسمالية" ‏ ، وهي منظمة سياسية في تركيا ، فتدعو علنًا إلى الاشتراكية، وكثيرًا ما تتحدى المسلمين اليمينيين لقراءة القرآن الكريم و"محاولة دحض حقيقة أنه يساري". 
ساهم المؤلف بلاليط محمد إدريس بورقته البحثية تحت عنوان علاج التوحد وفق منظور المدرسة الاسلامية الاشتراكية في هذا الموضوع.

## التاريخ

### الإسلام المبكر
أبو ذر الغفاري ، أحد صحابة محمد، يُنسب إليه من قِبل بعض العلماء، مثل محمد الشرقاوي وسامي عياد حنا، باعتباره رائدًا رئيسيًا للاشتراكية الإسلامية.      احتج على تراكم الثروة من قبل الطبقة الحاكمة خلال خلافة عثمان وحث على إعادة توزيع الثروة بشكل عادل. قدم الخليفة المسلم الأول أبو بكر معيارًا أدنى مضمونًا للدخل ‏ ، ومنح كل رجل وامرأة وطفل عشرة دراهم سنويًا - وقد زاد هذا لاحقًا إلى عشرين درهمًا. 

### التجديد الإسلامي
في تسعينيات القرن التاسع عشر، ناقش المفكر الإسلامي المجدد جمال الدين الأفغاني موضوعات " الفكر الاشتراكي والعدالة الاجتماعية" أثناء إقامته في باريس . ومع ذلك، لم يُنشر فكره إلا في مجموعة حررها محمد المخزومي عام 1931 بسبب مشاكل الرقابة في أواخر الإمبراطورية العثمانية.  ويشير المخزومي إلى أن الأفغاني تحاور مع مدارس فكرية متباينة، من بينها المتعاطفون مع الاشتراكية الأوروبية الذين اعتبرهم "مُسرفين" و"مُبذرين".   وقد قارن هذا بالاشتراكية الإسلامية، التي زعم أنها اعتنقها الخلفاء الأوائل والصحابة (صحابة النبي)،  ومن بينهم أبو ذر. 

### التاريخ الحديث
يُنسب التوليف الأول بين التشيع والاشتراكية الأوروبية إلى المثقف الإيراني محمد نخشب. قامت حركة نخشب على مبدأ أن الإسلام والاشتراكية لا يتعارضان، لأن كليهما يسعى إلى تحقيق المساواة والعدالة الاجتماعية. اشتراکیة إسلامية هو المصطلح الذي يستخدم لوصف علي شريعتي (في «شريعتي وماركس: نقد من" الإسلامية "نقد الماركسية من قبل آصف بيات). كما أنها تستخدم أحيانا في مناقشات عام 1979 الثورة الإيرانية، بما في ذلك الأحزاب مثل حركة مجاهدي خلق.

## الأفكار والمفاهيم

### الزكاة
الزكاة ، أحد أركان الإسلام الخمسة ، هي صدقة تُخرج من الثروة المتراكمة (حوالي 2.5% من إجمالي الأصول المالية المملوكة على مدار عام قمري واحد). بخلاف الصدقة ، فهي واجبة على جميع المسلمين البالغين القادرين ماليًا، وتُعتبر من أعمال البر التي يُعبر من خلالها المرء عن اهتمامه برفاهية إخوانه المسلمين، بالإضافة إلى الحفاظ على الوئام الاجتماعي بين الأغنياء والفقراء.  تُعزز الزكاة إعادة توزيع أكثر عدلًا للثروة، وتعزز الشعور بالتضامن بين أفراد الأمة (أي "المجتمع"). 
تهدف الزكاة إلى تثبيط اكتناز رأس المال وتحفيز الاستثمار. ولأن الفرد ملزم بدفع الزكاة على صافي ثروته، فإن أثرياء المسلمين ملزمون بالاستثمار في مشاريع مربحة، وإلا ستتآكل ثرواتهم تدريجيًا. علاوة على ذلك، تُعفى وسائل الإنتاج، مثل المعدات والمصانع والأدوات، من الزكاة، مما يشجع على استثمار الثروة في مشاريع إنتاجية.  أما الأصول الشخصية، مثل الملابس وأثاث المنزل والمسكن، فلا تُعتبر أصولًا زكوية.
وبحسب القرآن الكريم، هناك ثمانية فئات من الناس ( أصناف ) مؤهلة لاستلام أموال الزكاة:  
1. الذين يعيشون في فقر مدقع ( الفقراء ).
2. المساكين الذين لا يستطيعون تلبية احتياجاتهم الأساسية .
3. العاملون على الزكاة أنفسهم ( العاملون عليهم ).
4. غير المسلمين المتعاطفين مع الإسلام أو الراغبين في اعتناق الإسلام ( المعلقة قلوبهم ).
5. الأشخاص الذين يُراد تحريرهم من العبودية أو الاستعباد. ويشمل ذلك أيضًا دفع الفدية أو الدية ( في الرقاب ).
6. الذين تراكمت عليهم الديون الباهظة في محاولتهم تلبية احتياجاتهم الأساسية ( الغارمين ).
7. الذين يقاتلون من أجل قضية دينية أو في سبيل الله [22] أو من أجل الجهاد في سبيل الله [23] أو من ليسوا من الجنود المأجورين. [24] [25]
8. ابن السبيل.

وفقًا للحديث، لا ينبغي لعائلة محمد أن تستهلك أي زكاة. لا ينبغي إعطاء الزكاة للوالدين أو الأجداد أو الأبناء أو الأحفاد أو الزوج. كما يُحظر صرف أموال الزكاة في الاستثمارات بدلاً من إعطائها مباشرة للمحتاجين.  يختلف بعض العلماء حول ما إذا كان يجب أن يشمل الفقراء المؤهلين غير المسلمين. ينص البعض على أنه يجوز دفع الزكاة لغير المسلمين، ولكن فقط بعد تلبية احتياجات المسلمين.  في سبيل الله هو أبرز الأصناف في مجتمعات جنوب شرق آسيا الإسلامية، حيث يُفسر على نطاق واسع ليشمل تمويل العمل التبشيري والمدارس القرآنية وأي شيء آخر يخدم المجتمع بشكل عام.  يمكن استخدام الزكاة لتمويل جهود الجهاد في سبيل الله. يجب استخدام أموال الزكاة، بشرط أن يكون الجهد لرفع راية الإسلام.   بالإضافة إلى ذلك، يجوز إنفاق أموال الزكاة على إدارة نظام مركزي لجمع الزكاة.
تاريخيًا، دافع أبو الأعلى المودودي عن مفهوم الزكاة.  ووفقًا للمودودي، يجب أن تكون الزكاة في المقام الأول في شكل ضرائب من منصب يسمى الخزانة، الذي سيدير الزكاة التي تم جمعها ويتأكد من توزيعها بشكل صحيح.  إذا مات شخص ما وليس لديه عائلة لتمرير ثروته، فسيتم إعطاء هذه الثروة إلى الخزانة لإدارتها. 
في المملكة المتحدة، ووفقًا لاستطلاع رأي أجرته زارين خاراس على 4000 شخص، فإن المسلمين اليوم يتبرعون للجمعيات الخيرية أكثر من أتباع الديانات الأخرى.  واليوم، تقدر التقديرات المتحفظة للزكاة السنوية بنحو 15 ضعفًا من مساهمات المساعدات الإنسانية العالمية. 

### دولة الرفاهية
تم تقديم مفاهيم الرعاية الاجتماعية والمعاش التقاعدي في الشريعة الإسلامية المبكرة كأشكال من الزكاة أو الصدقات. الزكاة هي أحد أركان الإسلام الخمسة، وتم تنفيذها في عهد الخلافة الراشدة في القرن السابع. استمرت هذه الممارسة حتى العصر العباسي للخلافة. تم استخدام الضرائب (بما في ذلك الزكاة والجزية ) التي تم جمعها في خزانة الحكومة الإسلامية لتوفير الدخل للمحتاجين ، بما في ذلك الفقراء وكبار السن والأيتام والأرامل والمعاقين . وفقًا للفقيه الإسلامي الغزالي (1058-1111)، كان من المتوقع أيضًا أن تقوم الحكومة بتخزين الإمدادات الغذائية في كل منطقة في حالة حدوث كارثة أو مجاعة .  
خلال فترة الخلافة الراشدة، قدّم الخليفة عمر برامج رعاية اجتماعية متنوعة. وفي عهده، امتدت المساواة لتشمل جميع المواطنين، حتى الخليفة نفسه، إذ آمن عمر بأنه "لا ينبغي لأحد، مهما بلغت أهميته، أن يعيش حياةً تميزه عن بقية الناس". عاش عمر نفسه "حياةً بسيطةً، منعزلاً عن كل ما هو فاخر في الدنيا"، مثل ارتدائه "أحذيةً باليةً وملابسَ مُرقّعة"، أو نومه "على أرض المسجد ". كما فُرضت قيودٌ على ثروات الولاة والمسؤولين، الذين كانوا يُعزلون غالبًا إذا بدوا أيَّ علامةٍ ظاهرةٍ على الكبرياء أو الثراء تُميّزهم عن الناس". كانت هذه محاولةً مبكرةً لمحو "الفروقات الطبقية التي قد تُؤدي حتمًا إلى الصراع". كما حرص عمر على عدم إهدار الخزانة العامة على "الكماليات غير الضرورية" لأنه كان يعتقد أن "المال سيكون أفضل إنفاقًا إذا ذهب إلى رفاهية الناس بدلاً من إنفاقه على الطوب الجامد". 
شملت إصلاحات عمر المبتكرة في مجال الرعاية الاجتماعية خلال خلافة الراشدين إدخال الضمان الاجتماعي . وشمل ذلك تأمين البطالة ، الذي لم يظهر في العالم الغربي حتى القرن التاسع عشر. في خلافة الراشدين، كلما أصيب مواطن أو فقد قدرته على العمل، أصبحت مسؤولية الدولة ضمان تلبية الحد الأدنى من احتياجاته، مع حصول العاطلين عن العمل وأسرهم على إعانة من الخزانة العامة.  وُفِّرت معاشات تقاعدية لكبار السن،  الذين تقاعدوا وأصبح بإمكانهم "الاعتماد على راتب من الخزانة العامة". كما رُعي الأطفال المتروكون، حيث أُنفقت مئة درهم سنويًا على رعاية كل يتيم. كما أدخل عمر مفهوم الوصاية العامة والملكية العامة عندما طبّق نظام الوقف ، الذي ينقل "الثروة من الفرد أو القلة إلى ملكية جماعية اجتماعية"، بهدف تقديم "خدمات للمجتمع ككل". على سبيل المثال، اشترى عمر أرضًا من بني حارثة وحولها إلى صندوق خيري، وهو ما يعني أن "الربح والإنتاج من الأرض ذهب إلى الفقراء والعبيد والمسافرين". 
خلال المجاعة الكبرى في عام 18 هـ (638 بعد وفاة عمر بن الخطاب، أدخل عمر إصلاحات أخرى، مثل تطبيق نظام الحصص الغذائية باستخدام قسائم تُمنح للمحتاجين، ويمكن استبدالها بالقمح والدقيق. ومن بين المفاهيم المبتكرة الأخرى التي طُرحت، تحديد عتبة الفقر ، مع بذل جهود لضمان حد أدنى من مستوى المعيشة . وقد ضمن هذا الحد ألا يعاني أي مواطن في جميع أنحاء الإمبراطورية من الجوع. ولتحديد خط الفقر، أمر عمر بإجراء تجربة لمعرفة عدد قوارير الدقيق اللازمة لإطعام شخص واحد لمدة شهر. ووجد أن 25 قوارير دقيق تكفي لإطعام 30 شخصًا، فاستنتج أن 50 قوارير دقيق تكفي لإطعام شخص واحد لمدة شهر. ونتيجة لذلك، أمر بأن يتلقى كل فقير حصة غذائية قدرها 50 قوارير دقيق شهريًا. بالإضافة إلى ذلك، كفل للفقراء والمعاقين رواتب نقدية. ومع ذلك، ولتجنب استغلال بعض المواطنين للخدمات الحكومية، "لم يُتسامح مع التسول والكسل"، و"كان من المتوقع أن يكون المستفيدون من الإعانات الحكومية أعضاءً مساهمين في المجتمع". 
طُبِّقت إصلاحاتٌ أخرى لاحقًا في عهد الخلافة الأموية . حصل الجنود المُسجَّلون الذين أُصيبوا بعجزٍ أثناء الخدمة على معاش عجز ، بينما وُضِعَت أحكامٌ مماثلةٌ للمعاقين والفقراء عمومًا. خصّص الخليفة الوليد الأول مدفوعاتٍ وخدماتٍ للمحتاجين، شملت أموالًا للفقراء، وأدلاءً للمكفوفين، وخدمًا للمقعدين، ومعاشاتٍ لجميع المعاقين حتى لا يضطروا أبدًا إلى التسول. قدّم الخليفتان الوليد الثاني وعمر بن عبد العزيز المال والملابس للمكفوفين والمُقعَدين، بالإضافة إلى خدمٍ لهم. واستمر هذا مع الخليفة العباسي المهدي .  ذكر طاهر بن حسين ، حاكم ولاية خراسان في الخلافة العباسية، في رسالة إلى ابنه أنه يجب توفير معاشات من بيت المال للمكفوفين، ورعاية الفقراء والمحتاجين بشكل عام، والتأكد من عدم إغفال ضحايا الظلم الذين لا يستطيعون الشكوى ويجهلون كيفية المطالبة بحقوقهم ، وأنه يجب تخصيص المعاشات لضحايا الكوارث والأرامل والأيتام الذين يتركونهم وراءهم. كما أن "المدينة المثالية" التي وصفها الفلاسفة الإسلاميون ، الفارابي وابن سينا ، تخصص أموالًا للمعوقين. 
عندما كانت المجتمعات تعاني من المجاعة، كان الحكام يدعمونها غالبًا من خلال تدابير مثل الإعفاء من الضرائب واستيراد الغذاء والمدفوعات الخيرية، مما يضمن حصول الجميع على ما يكفي من الطعام. ومع ذلك، غالبًا ما لعبت الأعمال الخيرية الخاصة من خلال مؤسسة الاستئمان دورًا أكبر في التخفيف من المجاعات من الإجراءات الحكومية.  ومنذ القرن التاسع، استُخدمت أموال الخزانة أيضًا في الصناديق الخيرية لغرض بناء ودعم المؤسسات العامة، وغالبًا ما كانت مؤسسات تعليمية للمدارس الدينية ومستشفيات البيمارستان . 
كان نقولا حداد ، صهر فرح أنطون ، كاتبًا سوريًا من عائلة مسيحية أرثوذكسية، ويُقال إنه كتب أول كتاب عن الاشتراكية باللغة العربية، بعنوان الاشتراكية .  آمن حداد بدولة الرفاهية حيث توفر الحكومة فرص العمل والطب والمدارس ومعاشات الشيخوخة.  يُنسب إلى حداد، إلى جانب أنطون وشبلي شمائل الكاثوليكي المولد، التأثير على أعمال سلامة موسى ، وهو كاتب مصري معروف، من عائلة قبطية كتبت عن القومية المصرية، وأسس لاحقًا حزبًا اشتراكيًا قصير العمر في مصر. 

### الحد الأدنى للدخل المضمون
الدخل الأدنى المضمون هو نظام  لتوفير الرعاية الاجتماعية يضمن حصول جميع المواطنين أو الأسر على دخل كافٍ للعيش، بشرط استيفائهم لشروط معينة. يتم تحديد الأهلية عادةً من خلال الجنسية واختبار الوسائل وإما التوافر لسوق العمل أو الرغبة في أداء الخدمات المجتمعية . الهدف الأساسي من الدخل الأدنى المضمون هو مكافحة الفقر . إذا كانت الجنسية هي الشرط الوحيد، يتحول النظام إلى دخل أساسي عالمي . قدم أول خليفة مسلم أبو بكر معيارًا أدنى مضمونًا للدخل، ومنح كل رجل وامرأة وطفل عشرة دراهم سنويًا - وقد تمت زيادتها لاحقًا إلى عشرين درهمًا.  يدعو بعض الاشتراكيين الإسلاميين، ولكن ليس جميعهم، إلى تجديد هذه السياسة وتوسيع نطاقها. 

## قادة الاشتراكيون الإسلاميون
برز في هذا المجال عدد من القياديين الذين دعوا إلى الإسلام الاشتراكي ومنهم:
- قال جمال عبد الناصر في أحد خطاباته المتلفزة أن الإسلام هو الاشتراكية، ودارت معركة بين النظامين وكانت أرض المعركة هي حرب اليمن التي انتهت بسبب نكسة حزيران 1967 وهذا المصطلح ثبت فشله بمرور الوقت حيث سقطت كل الأنظمة التي تبنت هذا المصطلح وكانت معظم نهاية قادة تلك الدول نهايات مأساوية وأصبحت تلك الدول مقهورة بسبب الجهل والفقر مما أدخلها في نفق النزاعات الداخلية والغريب أن كل من تبنى فكر الإسلام الاشتراكي كان من رجال الجيوش لتلك الدول بلا إستثناء وكانت أول تجربة بلدية إسلامية قد أنشئت خلال الثورة الروسية (1917) كجزء من حركة [Wäisi] ، وهي من أوائل المؤيدين لحكومة الاتحاد السوفيتي في لجنة قازان من مسلمي الاشتراكية الذين كانوا نشطين أيضا في ذلك الوقت.
- معمر القذافي ، وهو الذي قاد ثورة الفاتح انطلاقاً من ليبيا بعد انقلاب عسكري لضباط من الجيش الليبي في عام 1969، ثم أسقط نظامه في أكتوبر 2011 بعد 7 أشهر من الحرب والقصف عليه بقيادة حلف شمال الأطلسي (ناتو) ، إذ دعمت نظرياته ومبادءه الإيديولوجية الاشتراكية الإسلامية.
- رافي أحمد كيدواي، سياسي هندي والوزراء من 1947-1954.
- حاجي مسباش، والقومية الأندونيسية المضادة للخطيب الهولندي «الإسلامية الشيوعية».
- جمال عبد الناصر قائد قومي عربي، من أشهر اشتراكيي العالم العربي والإسلامي فقد حقق الاشتراكية في مصر من 1954-1971.
- سياد بري.
- صدام حسين.